# Antópal
Antópal o Antópol (bielorruso: Анто́паль; ruso: Анто́поль; yidis: אנטיפאליע Antipolie) es un asentamiento de tipo urbano de Bielorrusia perteneciente al raión de Drahichyn en la provincia de Brest. Dentro del raión, es sede administrativa del consejo rural homónimo sin formar parte del mismo.
En 2017, la localidad tenía una población de 1394 habitantes.
Se ubica a medio camino entre Drahichyn y Kóbriny sobre la carretera M10.

## Historia
Se conoce la existencia de la localidad desde el siglo XVI, cuando se menciona como una localidad rural polaco-lituana. En 1731 recibió el estatus de ciudad y el derecho a organizar tres ferias regulares. En la partición de 1795, la localidad se incorporó al Imperio ruso, que le retiró el estatus urbano, aunque mantuvo los derechos de mercado. En 1921 fue incorporada a la Segunda República Polaca, que en 1931 le devolvió el estatus de ciudad.
Tras incorporarse en 1939 a la RSS de Bielorrusia, fue clasificada definitivamente como asentamiento de tipo urbano. El principal motivo que le impidió recuperar el estatus de ciudad fueron los crímenes cometidos por los invasores alemanes entre 1941 y 1944: en el censo de 1921, cuatro quintas partes de los habitantes locales eran judíos, casi todos los cuales fueron asesinados por los invasores en 1942 en Bronna Góra, lo que dejó la localidad casi abandonada en los años posteriores.